# Championnat du Malawi de football 2010-2011
Navigation
Saison précédente Saison suivante
La saison 2010-2011 du Championnat du Malawi de football est la vingt-cinquième édition de la Super League, le championnat de première division malawite. Elle se déroule sous la forme d’une poule unique avec quinze formations, qui s’affrontent à deux reprises. En fin de saison, les trois derniers du classement sont relégués et remplacés par les trois meilleurs clubs de D2.
C'est le club de Super ESCOM, qui remporte le championnat cette saison après avoir terminé en tête du classement final, avec quatre points d'avance sur le double tenant du titre, Silver Strikers et sept sur Moyale Barracks FC. C'est le second titre de champion du Malawi de l'histoire du club.

## Les clubs participants
- FC Bullets
- Moyale Barracks FC
- CIVO United
- Silver Strikers
- Red Lions Zomba
- ADMARC Tigers
- MTL Wanderers
- Blue Eagles FC
- Juke Box FC - Promu de D2
- Blantyre United - Promu de D2
- Super ESCOM
- Blackpool FC
- Eagle Strikers
- MAFCO FC - Promu de D2
- Zomba United

## Compétition

### Classement
| Rang | Équipe              | Pts | J  | G  | N  | P  | Bp | Bc | Diff |
| ---- | ------------------- | --- | -- | -- | -- | -- | -- | -- | ---- |
| 1    | Super ESCOM         | 58  | 28 | 17 | 7  | 4  | 58 | 21 | +37  |
| 2    | Silver StrikersT    | 54  | 28 | 15 | 9  | 4  | 45 | 23 | +22  |
| 3    | Moyale Barracks FCC | 51  | 28 | 15 | 6  | 7  | 47 | 31 | +16  |
| 4    | CIVO United         | 50  | 28 | 14 | 8  | 6  | 34 | 19 | +15  |
| 5    | MTL Wanderers       | 46  | 28 | 13 | 7  | 8  | 43 | 32 | +11  |
| 6    | Blue Eagles FC      | 46  | 28 | 13 | 7  | 8  | 34 | 30 | +4   |
| 7    | FC Bullets          | 41  | 28 | 11 | 8  | 9  | 29 | 26 | +3   |
| 8    | ADMARC Tigers       | 37  | 28 | 10 | 7  | 11 | 36 | 36 | 0    |
| 9    | Zomba United        | 35  | 28 | 9  | 8  | 11 | 36 | 42 | -6   |
| 10   | Red Lions Zomba     | 34  | 28 | 8  | 10 | 10 | 28 | 31 | -3   |
| 11   | Blantyre UnitedP    | 33  | 28 | 9  | 6  | 13 | 31 | 41 | -10  |
| 12   | MAFCO FCP           | 28  | 28 | 7  | 7  | 14 | 31 | 45 | -14  |
| 13   | Juke Box FCP        | 25  | 28 | 7  | 4  | 17 | 23 | 43 | -20  |
| 14   | Blackpool FC        | 24  | 28 | 6  | 6  | 16 | 22 | 39 | -17  |
| 15   | Eagle Strikers      | 16  | 28 | 4  | 4  | 20 | 23 | 61 | -38  |

|  | Champion du Malawi 2010-2011                                                           |
|  | Relégation directe en deuxième division                                                |
|  | T : Tenant du titre C : Vainqueur de la Coupe du Malawi P : Promu de deuxième division |

## Bilan de la saison
| Championnat du Malawi de football 2010-2011 |                        |
| Champion                                    | Super ESCOM (2e titre) |
| Coupes et trophées                          |                        |
| Vainqueur de la Coupe du Malawi 2010-2011   | Moyale Barracks FC     |
| Qualifications continentales                |                        |
| Ligue des champions de la CAF 2011          | Aucun                  |
| Coupe de la confédération 2011              | Aucun                  |
| Promotions et relégations                   |                        |
| Promus en Super League                      | Cobbe Barracks FC      |
| Promus en Super League                      | EPAC United            |
| Promus en Super League                      | Embangweni United      |
| Relégués en National League                 | Juke Box FC            |
| Relégués en National League                 | Blackpool FC           |
| Relégués en National League                 | Eagle Strikers         |